# Mordellistena okinawana
Mordellistena okinawana es una especie de coleóptero de la familia Mordellidae.

## Distribución geográfica
Habita en Okinawa (Japón).